# Mikaël Cantave
Mikaël Gabriel Cantave (Ottawa, 25 ottobre 1996) è un calciatore canadese naturalizzato haitiano, centrocampista del Vancouver FC e della nazionale haitiana.

## Carriera

### Club
Il 10 agosto 2021 viene acquistato dal Chindia Târgoviște.

### Nazionale
Viene convocato per la Copa América 2019.